# Вътрешен глас (филм, 2018)
„Вътрешен глас“ (на английски: Blurt!) е американска телевизионна семейна комедия от 2018 г. на режисьорката Мишел Джонсън, а сценарият е на Ейдриън Вина. Във филма участват Джейс Норман, Джоджо Сива и Даниела Пъркинс. Премиерата на филма е излъчена по Nickelodeon на 19 февруари 2018 г.

## Актьорски състав
- Джейс Норман – Джеръми Мартин[1][2][3][4]
- Джоджо Сива – Виктория Мартин[1]
- Даниела Пъркинс – Мили Търкъл
- Джеймс Ритинджър – Ричи Карпис
- Лилиан Дусе-Рош – Корин Спрус
- Ализа Велани – госпожа Маккен
- Скот Пейти – Продавач
- Синтия Мендез – учителка по испански
- Андрю Макний – бащата на Джеръми
- Стейси Бендфелт – майката на Джеръми

## В България
В България филмът е излъчен за първи път по локалната версия на „Никелодеон“ с нахсинхронен дублаж на български език, записан в студио „Александра Аудио“.
| Роля                  | Изпълнител               |
| --------------------- | ------------------------ |
| Джеръми Мартин        | Владимир Зомбори         |
| Виктория Мартин       | Деа Майсторска           |
| Мили Търкъл           | Августина-Калина Петкова |
| Ричи Карпис           | Христо Димитров          |
| Корин Спрус           | Надежда Панайотова       |
| Госпожа Маккен        | Мими Йорданова           |
| Продавач              | Георги Стоянов           |
| Бащата на Джеръми     | Георги Стоянов           |
| Служителка на столова | Златина Тасева           |
| Драма хлапе           | Виктор Иванов            |
| Учителка по испански  | Ана-Мария Лалова         |